# Deltochilum pretiosum
Deltochilum pretiosum là một loài bọ cánh cứng trong họ Bọ hung (Scarabaeidae).